# Hässelby SK
Hässelby SK (fullständigt klubbnamn Hässelby Sportklubb Friidrott) är en svensk friidrottsförening från Hässelby i Stockholms län, bildat år 1913. Klubben har kansli och hemmabas på idrottsplatsen Hässelby idrottsplats, belägen i Hässelby villastad, med cirka 800 medlemmar.
Sedan 1900-talets andra hälft har Hässelby SK varit en av Sveriges mest framgångsrika friidrottsklubbar inom SM-sammanhang och på internationell nivå. Klubben har vunnit det svenska mästerskapsstandaret i friidrott åtskilliga gånger både på herr- och på damsidan, samt har flera internationella framgångar genom flera deltagare i Olympiska spelen, Världsmästerskapen i friidrott och i de europeiska mästerskapen i friidrott.
Förutom sportsliga framgångar är Hässelby SK dessutom en av de bäst finansiellt ställda klubbarna i Sverige. Varje år arrangerar klubben tillsammans med Spårvägens FK bland annat Stockholm Marathon, Stockholm halvmarathon, Globen-galan, Tjejmilen, Bellmanstafetten, Vårruset och Tjurruset, fem mycket populära löpartävlingar.
Hässelby SK ingår i samma förening som fotbollsklubben Hässelby SK Fotboll och de båda sektionerna delar på idrottsplatsen.

## Historia[1]
Hässelby SK bildades i februari 1913 under namnet Hesselby SK av nio skolgrabbar. Tanken var att hålla på med flera sporter: fotboll, friidrott (som sedermera kom att bli Hässelby SK Friidrott), simning, skidor, skridskor, bandy med mera. En av klubbens första åtgärder blev att skaffa en idrottsplats för träning. Detta ordnade man genom att kontakta godsherren Carl Bonde, ägare av säteriet Hässelby slott och en av traktens rikaste män, som lät klubben låna "planen bredvid Kohagen", så låg på samma plats som Hässelby IP ligger på idag.
Efter att ha blivit medlem i Riksidrottsförbundet samt Svenska Idrottsförbundet (nuvarande Svenska Friidrottsförbundet) år 1915, tog klubben ett stort steg fyra år senare genom att bilda en damsektion med uppgift att "hos kvinnorna höja intresset för de friska och sunda idrotterna". Dessutom bildades bland annat en boxningssektion.
Friidrottssidan hade varit inaktiv under flera år på grund av bristande intresse och av ekonomiska skäl, men efter flera misslyckade försök kunde man år 1958 återigen starta en friidrottssektion. Trots nedläggningen innan hade man trots allt medlemskap i Svenska Friidrottsförbundet. Efter en försiktig start som friidrottsförening lyckades man sju år senare bärga sin första SM-medalj då Jan Olov Lindqvist kom trea i tiokampen. Sex år efter detta gick det möjligen ännu bättre för Lennart Hedmark som kom tvåa i tiokamp på det europeiska mästerskapen i Helsingfors 1971.
November år 1978 var en viktig månad i Hässelbys historia. då bildades nämligen ett gemensamt tävlingskansli, Stockholm Marathon, som skulle komma att bli arrangör för en av Sveriges största löpartävlingar i Stockholm Marathon. Tre viktiga medlemmar från Hässelby, den legendariske ordföranden Lars-Johan Oscarsson, Anders Olsson och Bengt Olsson, träffade tre med medlemmar Spårvägens FK, i ett möte som mynnade ut i Stockholm Marathon gruppen. Året efter arrangeras premiärupplagan av Sveriges första maraton, Stockholm Marathon, som blir en succé längst Stockholms gator. Tolv år senare fick Hässelby sin förste vinnare i tävlingen då Åke Eriksson van loppet, och även deltog i friidrotts-VM i Tokyo på samma distans.
År 1996 gjorde långlöparen Sara Wedlund entré på den stora idrottsscenen genom att ta silver vid inne-EM i Globen på 3000 meter, för att sedan komma elva på de Olympiska spelen i Atlanta på 5000 meter och ett EM-guld på 4000 meter terräng. Fyra år senare placerar sig höjdhopparen Staffan Strand sexa på de Olympiska spelen 2000 i Sydney.
Trion Isabellah Andersson (maraton), Angelica Bengtsson (stavhopp) och Jessica Samuelsson (mångkamp) deltog i OS i London år 2012. Bengtsson vann även Junior-VM-guld i stavhopp.
2013 firade klubben 100 år som klubb genom att vinna mästerskapsstandaret både på herr- och på damsidan, ta totalt 126 SM-medaljer samt att ha hela sexton deltagare med på EM och VM i friidrott. Långlöparen Isabellah Andersson tog sitt 24 SM-guld och har därmed vunnit flest SM-guld någonsin i kvinnlig SM-friidrott.

## Kända aktiva
- Isabellah Andersson, långdistanslöpare
- Jessica Samuelsson, sjukampare
- Johan Wissman, kortdistanslöpare
- Petter Olson, mångkampare
- Mattias Jons, släggkastare
- Sarah Lahti, långdistanslöpare

### Före detta aktiva
- Henrik Dagård, mångkampare
- Martin Eriksson, stavhoppare
- Åke Eriksson, långdistanslöpare
- Andreas Mokdasi, kortdistanslöpare
- Linda-Marie Mårtensson, kulstötare
- Conny Silfver, mångkampare
- Staffan Strand, höjdhoppare
- Marie Söderström-Lundberg, långdistanslöpare
- Sara Wedlund, långdistanslöpare
- Daniel Almgren, mångkampare
- Mattias Claesson, medeldistanslöpare
- Angelica Bengtsson, stavhoppare